# Probolus provancheri
Probolus provancheri är en stekelart som först beskrevs av William Harris Ashmead 1890.  Probolus provancheri ingår i släktet Probolus och familjen brokparasitsteklar. Inga underarter finns listade i Catalogue of Life.